# Dysgonia digona
Dysgonia digona is een vlinder uit de familie spinneruilen (Erebidae). De wetenschappelijke naam is voor het eerst geldig gepubliceerd in 1879 door Mabille.
De soort komt voor in tropisch Afrika.